# ソング・フォー・マイ・ファーザー (アルバム)
| 専門評論家によるレビュー            | 専門評論家によるレビュー |
| レビュー・スコア                    | レビュー・スコア         |
| 出典                                | 評価                     |
| ----------------------------------- | ------------------------ |
| オールミュージック                  | [ 2 ]                    |
| The Penguin Guide to Jazz           | [ 3 ]                    |
| The Rolling Stone Jazz Record Guide | [ 4 ]                    |

『ソング・フォー・マイ・ファーザー』(Song for My Father) は、1965年にホレス・シルヴァー・クインテットがブルーノート・レコードからリリースしたアルバム。このアルバムは、シルヴァーのブラジルへの旅の経験からインスパイアされたものである。ジャケットのアートワークには、シルヴァーがタイトル曲の「ソング・フォー・マイ・ファーザー」を捧げた父ジョン・タヴァレス・シルヴァ (John Tavares Silva) の写真が用いられているシルヴァーは、ライナーノートの中で「私の母はアイルランドとニグロの血を引き、父はポルトガル系だった」と述べ、さらに「父はカーボベルデ諸島のマイオ島で生まれた」とも述べている。

## 楽曲
「ソング・フォー・マイ・ファーザー」は、シルヴァーの作曲作品の中でも、おそらく最もよく知られたものである。

## 評価
オールミュージックのレビュー担当、スティーヴ・ヒューイ (Steve Huey)  は、このアルバムを賞賛している。
ブルーノートが、主流派ハードバップの時代に出した最も偉大なアルバムのひとつである、ホレス・シルヴァーの『ソング・フォー・マイ・ファーザー』は、シルヴァーにとってのシグネチャーLPであり、既にいくつもの輝かしい代表作で飾られた彼のディスコグラフィの頂点を極めるものであって ... 素晴らしい一体感があり、シルヴァーの作風が引き締まった魅力的な形で表現されている。
このアルバムは、スコット・ヤナウがオールミュージックに寄稿したエッセイ「Hard Bop」の中で、「the 17 Essential Hard Bop Recordings」のひとつに選ばれている。

## トラック・リスト
特記のない限り、いずれもホレス・シルヴァーの作曲作品。
1. ソング・フォー・マイ・ファーザー - 7:17
2. ザ・ネイティヴス・アー・レストレス・トゥナイト (The Natives Are Restless Tonight) - 6:09
3. カルカッタ・キューティ (Calcutta Cutie) - 8:31 [9]
4. ケ・パサ (Que Pasa) - 7:47
5. ザ・キッカー (The Kicker)（ジョー・ヘンダーソン）- 5:26
6. ロンリー・ウーマン (Lonely Woman) - 7:02

CDによる再発の際に追加されたトラック
1. にせ信者サム (Sanctimonious Sam)（ムーサ・カリーム（英語版）) - 3:52
2. ケ・パサ (トリオ・ヴァージョン) (Que Pasa (Trio Version)) - 5:38
3. 嘆きと叫び (Sighin' and Cryin') - 5:27
4. シルヴァー・トレッズ・アマング・マイ・ソウル (Silver Treads Among My Soul) - 3:50

### 録音日
- 3, 6, 7, 8 - 1963年10月31日録音
- 9, 10 - 1964年1月28日録音
- 1, 2, 4, 5 - 1964年10月26日録音

## パーソネル
トラック 1, 2, 4, 5
- ホレス・シルヴァー - ピアノ
- カーメル・ジョーンズ（英語版） - トランペット
- ジョー・ヘンダーソン - テナーサックス
- テディ・スミス（英語版） - ベース
- ロジャー・ハンフリー（英語版） - ドラムス

トラック 3, 6-10
- ホレス・シルヴァー - ピアノ
- ブルー・ミッチェル - トランペット（6, 8を除く）
- ジュニア・クック - テナーサックス（6, 8を除く）
- ジーン・テイラー（英語版） - ベース
- ロイ・ブルックス（英語版） - ドラムス